# Nørre Vium Sogn
Nørre Vium Sogn er et sogn i Skjern Provsti (Ribe Stift).
Nørre Vium Sogn var indtil 1898 anneks til Vorgod Sogn, som derefter blev et selvstændigt pastorat. Herborg Sogn blev samme år udskilt fra Vorgod Sogns vestlige del og blev anneks til Nørre Vium Sogn. Alle 3 sogne hørte til Bølling Herred i Ringkøbing Amt. Både Vorgod og Nørre Vium-Herborg sognekommuner blev ved kommunalreformen i 1970 indlemmet i Videbæk Kommune, der ved strukturreformen i 2007 indgik i Ringkøbing-Skjern Kommune.
I Nørre Vium Sogn ligger Nørre Vium Kirke.
I Nørre Vium Sogn findes følgende autoriserede stednavne:
- Bjørslev Plantage (areal)
- Doverhøj (areal)
- Egeris (bebyggelse, ejerlav)
- Egeris Plantage (areal, bebyggelse)
- Fiskbæk (bebyggelse, ejerlav)
- Fjelstrup (bebyggelse)
- Føvdalsmose (areal)
- Lille Skærbæk (bebyggelse)
- Nørre Vium (bebyggelse, ejerlav)
- Rishøje (areal)
- Skovby (bebyggelse)
- Skærbæk (bebyggelse)
- Slugthøj (areal)
- Sorthøj (areal)
- Stenhøje (areal)
- Sønderup (bebyggelse, ejerlav)
- Thyras Plantage (areal)
- Torskeld Bjerg (areal)
- Torvig (bebyggelse)
- Viumby (bebyggelse)